# Albert Heusch
Albert Heusch (vollständiger Name: Maria Ferdinand August Albert Heusch; * 14. April 1868 in Aachen; † 28. Oktober 1944 ebenda) war ein deutscher Kratzenfabrikant und Politiker der Zentrumspartei.

## Leben und Wirken
Der Sohn des Kratzenfabrikanten Eduard Alexander Heusch (1833–1890) und der Alide Coomans (1830–1915) studierte nach seiner Schulzeit an den Universitäten von Löwen und Manchester. Nach dem Tod des Vaters übernahm er die bereits von seinem Großvater August Heusch (1807–1875) gegründete Kratzenfabrik „August Heusch & Söhne“. Sie war die älteste Kratzenfabrik Aachens und hatte ihren Firmensitz im Achterhaus des Wylre’schen Hauses, welches auch der Wohnsitz der Familie Heusch war.
Neben seinen unternehmerischen Verpflichtungen war Albert Heusch noch in vielfacher Weise ehrenamtlich tätig. Von 1911 bis 1924 saß er als Fraktionsvorsitzender für die Zentrumspartei im Aachener Stadtrat und war von 1915 bis 1918 Abgeordneter des Provinziallandtages der Rheinprovinz sowie ab 1921 Mitglied des Preußischen Provinzialrates. Zwischenzeitlich übernahm Heusch in den Jahren des Ersten Weltkrieges eine Funktion in der Leitung der „Genossenschaft der Rheinisch-Westfälischen Malteser Devotionsritter“, welche dem späteren Malteser Hilfsdienst vorausgegangen war.
Darüber hinaus war Heusch Aufsichtsratsmitglied unter anderem der Aachener und Münchener Versicherungsgruppe und Vorstandsmitglied der städtischen Sparkasse Aachen sowie Mitglied des Handels- und Kammergerichts Aachen und Mitbegründer der „Lousberg-Straßenbau GmbH“. Ferner übernahm er den Vorsitz der Ortsgruppe Aachen des Deutschen Caritas-Verbandes und den Vorsitz des Karlsvereins Aachen. Außerdem war Heusch Ehrenmitglied im Aachener Geschichtsverein und Mitglied im Club Aachener Casino.

## Familie
Albert Heusch war verheiratet mit Bertha Maria Janssen (1872–1953), Tochter des Landrates Wilhelm Leopold Janssen, mit der er eine Tochter und zwei Söhne hatte. Die Söhne waren der Unternehmer und langjährige Präsident von Alemannia Aachen, Gerd Heusch (1903–1984) sowie der spätere Aachener Oberbürgermeister Hermann Heusch (1906–1981).
In Verbundenheit mit der Geschichte seiner alteingesessenen Familie, die als Familie Hoesch ihre Wurzel im Raum Kettenis hatte, gab er 1909 seine Publikation „Die Geschichte der Familie Heusch“ im Verlag Joseph La Ruelle heraus.
Albert Heusch fand seine letzte Ruhestätte in der Familiengruft auf dem Aachener Ostfriedhof.